# Faronta distincta
Faronta distincta är en fjärilsart som beskrevs av Druce 1908. Faronta distincta ingår i släktet Faronta och familjen nattflyn. Inga underarter finns listade i Catalogue of Life.